# Marestmontiers
Marestmontiers – miejscowość i gmina we Francji, w regionie Hauts-de-France, w departamencie Somma.
Według danych na rok 1990 gminę zamieszkiwało 59 osób, a gęstość zaludnienia wynosiła 24 osoby/km² (wśród 2293 gmin Pikardii Marestmontiers plasuje się na 938. miejscu pod względem liczby ludności, natomiast pod względem powierzchni na miejscu 1095.).